# Jeffersonbijbel

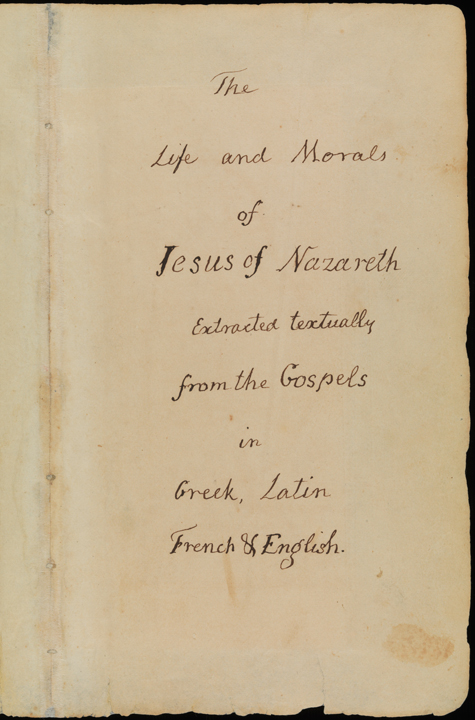
Het originele titelblad van The Life and Morals of Jesus of Nazareth

De Jeffersonbijbel (Engels: Jefferson Bible) is de bijnaam van een tekst die in 1820 werd samengesteld door Thomas Jefferson, de derde president van de Verenigde Staten, onder de titel The Life and Morals of Jesus of Nazareth. Jefferson selecteerde de verzen uit het Nieuwe Testament waaruit volgens hem de ware levensloop en moraal van Jezus sprak. Die verzen sneed hij met een mesje uit en plakte ze achter elkaar. Bovennatuurlijke elementen zoals wonderen, de wederopstanding en de goddelijkheid van Jezus liet Jefferson weg.

## Inhoud
Jeffersons Bijbeltekst bevat de verzen die volgens hem de werkelijke levensloop en morele lessen van Jezus beschrijven. Alle elementen die volgens Jefferson onjuist en onverenigbaar met de rede waren liet hij weg.
De beschrijving van Jezus’ leven begint zonder engelen, zonder verwijzing naar de Drie-eenheid, de goddelijkheid van Jezus en zonder de ster die de drie wijzen de weg wijst. De vele wonderen die Jezus verrichtte – zoals het lopen over water, het uitdrijven van duivels, het wonderbaarlijk genezen en de wederopstanding – liet Jefferson weg. Wel behield Jefferson de verzen waarin Jezus wordt besneden, de priesters in de tempel van Jeruzalem bevraagt en de tollenaars uit de tempel verdrijft.
De morele lessen van Jezus die Jefferson aanspraken benadrukken vooral de zorg en liefde voor de ander. Een van Jeffersons favoriete passages was dan ook de Bergrede. Het belang van goede daden was volgens Jefferson een grote vernieuwing die Jezus introduceerde, daarom bevat de Jeffersonbijbel veel verzen over juist handelen. Ten slotte selecteerde Jefferson veel verzen over de hypocrisie van de schriftgeleerden en farizeërs.

## Invloeden
Bij het samenstellen van zijn Bijbeltekst werd Jefferson geïnspireerd door verschillende denkers, van wie hij sommige persoonlijk kende. Net als andere Founding Fathers van de Verenigde Staten zoals John Adams, Thomas Paine, Joseph Priestley, werd Jefferson beïnvloed door Verlichtingsdenkers uit Europa.
Hoewel zijn politieke tegenstanders Jefferson geregeld uitmaakten voor atheïst, was hij een deïst. Het deïsme werd groot in Engeland, door denkers als Bolingbroke en Locke en behelst dat bepaalde geloofsopvattingen aangeboren waren en achterhaald konden worden door de rede. God was volgens de deïsten geen menselijke figuur, maar een schepper en ordenende kracht in de natuur, en het fundament van de natuurwetenschappen.
Jefferson was een unitarist, iemand die niet gelooft in de doctrine van de Heilige Drie-eenheid. Er was volgens hem slechts één God en Jezus was menselijk. Hierin werd Jefferson beïnvloed door Joseph Priestley, zijn vriend en een van de belangrijkste leiders van het unitarisme.

## Geschiedenis

### Ontstaan
In 1802 vatte Jefferson het plan op om een samenvatting van de evangeliën te maken. Aanvankelijk hoopte hij dat Joseph Priestley de taak op zich zou nemen, maar na diens overlijden lag het project lange tijd stil. Na zijn presidentschap correspondeerde Jefferson weer met John Adams en Benjamin Rush, onder meer over religie, wat zijn interesse voor de evangelieharmonie hernieuwde.
Vervolgens probeerde Jefferson de Nederlandse geleerde François Adriaan van der Kemp te verleiden tot het maken van de tekst. Vlak na de dood van Priestley in 1804 maakte Jefferson een syllabus van het Nieuwe Testament, getiteld The Philosophy of Jesus of Nazareth, die de basis werd van The Life and Morals of Jesus of Nazareth. Jefferson gaf Van der Kemp ter aanmoediging publicatiepermissie voor de syllabus, maar Van der Kemp achtte zijn kennis ontoereikend en hield de uitnodiging af.
In 1820 voltooide Jefferson zelf de tekst die bekend werd als de "Jeffersonbijbel". Hij selecteerde daarvoor uit vier Bijbelvertalingen: Oudgrieks, Latijn, Frans en Engels. De Engelse verzen sneed hij uit de King James Version uit 1804, voor de Griekse en Latijnse verzen gebruikte hij de vertaling van Johannes Leusden uit 1794 en voor het Frans de vertaling van J.F.Ostervald uit 1802-1803.

### Publicatie
Aanvankelijk was de Jeffersonbijbel een onbekend erfstuk dat in de familie bleef. In 1886 ontdekte Cyrus Adler twee bijbels met de aantekening dat Jefferson ze had gebruikt voor het maken van de Jeffersonbijbel. Toen Adler in 1895 bibliothecaris was bij het Smithsonian Institution, wist hij de Jeffersonbijbel op te sporen en te kopen van een nazaat van Jefferson, waarmee het bestaan van het boek werd onthuld.
In 1904 ontdekte een afgevaardigde van de staat Iowa het bestaan van de Jeffersonbijbel. Het Amerikaans Congres besloot de tekst te publiceren in een oplage van negenduizend exemplaren en tot in de jaren 1950 kreeg iedere nieuwe senator een exemplaar bij de beëdiging. Het Smithsonian publiceerde in 2011 een reproductie van de Jeffersonbijbel, op basis van kleurenfoto’s van het origineel en maakte die tevens openbaar op internet.
Een Nederlandse vertaling werd in 2016 gepubliceerd onder de titel De Jefferson Bijbel, met een uitgebreide introductie over het leven en het religieuze denken van Jefferson.

## Afbeeldingen

De Jeffersonbijbel in het Smithsonian Institution
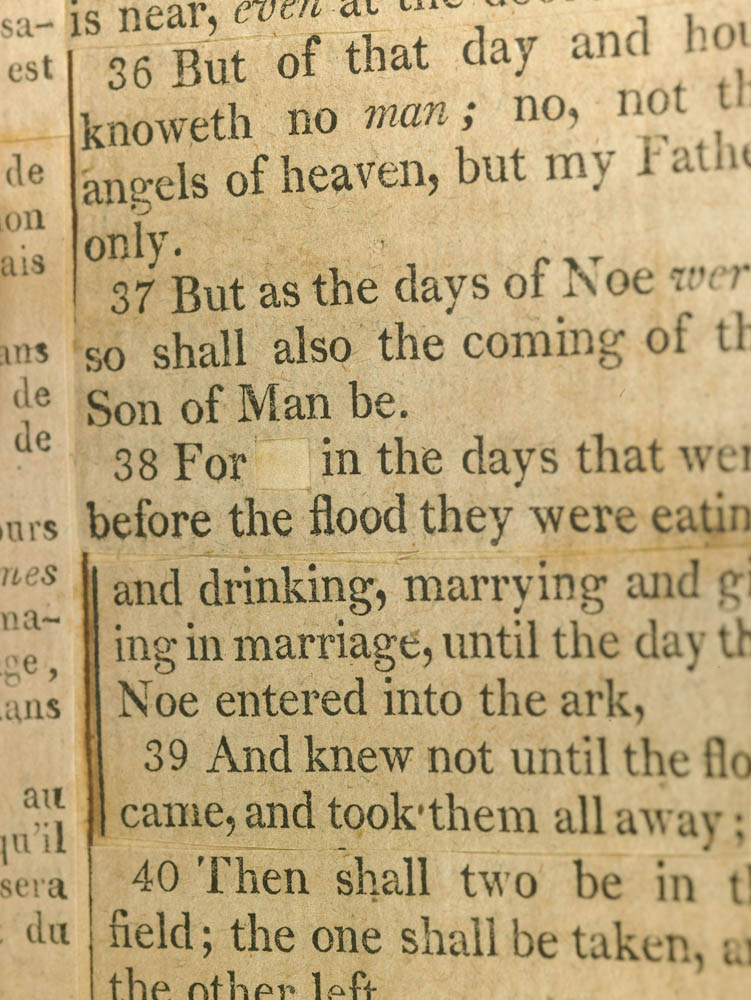
Pagina uit de Jeffersonbijbel
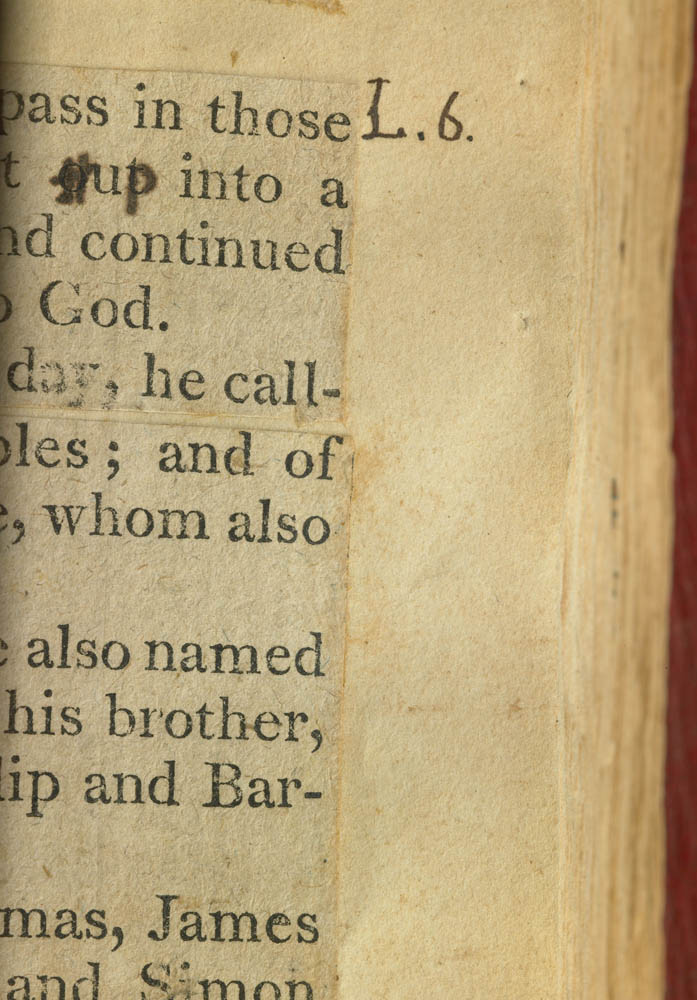
Pagina met handschrift van Jefferson
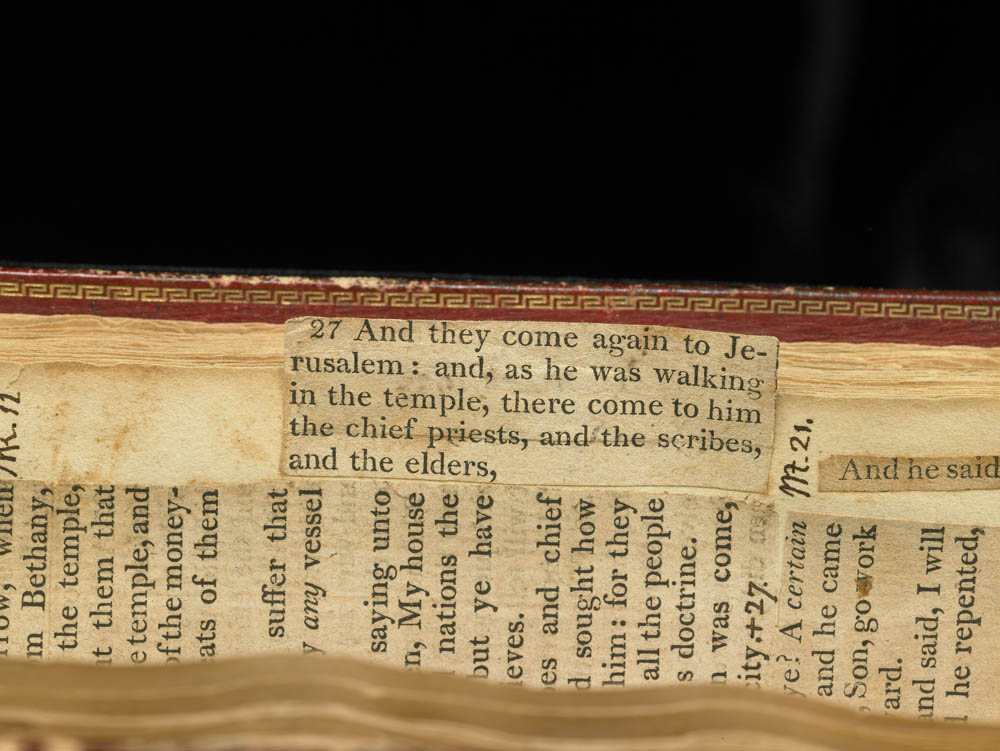
Later ingevoegd vers in de marge.